# 拉季沃尼夫卡 (別爾江斯克區)
46°59′14″N 36°50′46″E / 46.98722°N 36.84611°E
拉季沃尼夫卡（烏克蘭語：Радивонівка）是位於烏克蘭東南部的村莊，由扎波羅熱州別爾江斯克區的貝雷斯托韋市鎮負責管轄。該村始建於1812年，面積0.73平方公里，海拔高度28米，2001年人口121，人口密度每平方公里166.7人。